# Солнцево (Омская область)
Со́лнцево — деревня в Шербакульском районе Омской области России. Входит в состав Красноярского сельского поселения.

## История
Основана в 1912 году. В 1928 году состояла из 20 хозяйств, основное население — украинцы. В административном отношении деревня находилась в составе Красноярского сельсовета Борисовского района Омского округа Сибирского края.
В соответствии с Законом Омской области от 30 июля 2004 года № 548-ОЗ «О границах и статусе муниципальных образований Омской области» деревня вошла в состав образованного муниципального образования «Красноярское сельское поселение».

## Население
| 2010 |
| ---- |
| 432  |

### Гендерный состав
По данным Всероссийской переписи населения 2010 года, в гендерной структуре населения из 432 человек мужчин — 205, женщин — 227 (47,5 и 52,5 % соответственно).

### Национальный состав
Согласно результатам переписи 2002 года, в национальной структуре населения русские составляли 59 % из 462 чел.